# Wolfgang Schröder (Fußballspieler, 1945)
Wolfgang Schröder (* 15. April 1945) ist ein ehemaliger deutscher Fußballspieler. Mit dem FC Vorwärts Frankfurt, der BSG Chemie Leipzig und der BSG Stahl Riesa spielte er in den 1970er und 1980er Jahren in der DDR-Oberliga, der höchsten Spielklasse im DDR-Fußball.

## Sportliche Laufbahn
Seine Laufbahn im DDR-weiten Fußballspielbetrieb begann Wolfgang Schröder im Alter von 19 Jahren bei der Betriebssportgemeinschaft (BSG) Stahl im sächsischen Riesa. In der Saison 1964/65 bestritt er mit ihr 29 der 30 ausgetragenen Punktspiele in der zweitklassigen DDR-Liga und erzielte dabei sieben Tore. In den drei folgenden Spielzeiten bis 1968 war er stets Stammspieler, fehlte in den 90 Ligaspielen lediglich bei sechs Partien und gehörte in jeder Spielzeit mit insgesamt zwölf Treffern zu den Torschützen. Auch als Stahl Riesa 1968 den Aufstieg in die Oberliga geschafft hatte, kam Schröder in allen 26 Punktspielen zum Einsatz. Er wurde überwiegend als Linksaußenstürmer aufgeboten und kam zu seinen ersten vier Oberligatoren.
Zur Saison 1969/70 war vorgesehen, dass Schröder zur BSG Chemie Leipzig wechseln sollte. Dort kam er jedoch wie im gesamten höherklassigen Spielbetrieb nicht zum Einsatz. Im November 1970 begann er einen dreijährigen Wehrdienst in der Nationalen Volksarmee und spielte zunächst bei der Armeesportgemeinschaft Vorwärts Leipzig in der drittklassigen Bezirksliga, der er zum Aufstieg in die DDR-Liga verhalf. Zur Saison 1971/72 wechselte Schröder zum Armeespitzenklub FC Vorwärts Frankfurt und kehrte damit in die Oberliga zurück. Es fiel ihm jedoch schwer sich durchzusetzen, und so kam er bis zum 15. Spieltag nur in neun Oberligaspielen zum Einsatz. Wieder als Stürmer aufgeboten stand er nur viermal in der Startelf. Daneben spielte er auch mit der 2. Mannschaft in fünf DDR-Liga-Spielen, wobei er einmal zum Torerfolg kam. In der Saison 1972/73 lief es für Schröder besser, denn vom 9. Spieltag an war er als Mittelstürmer an allen folgenden Spieltagen aufgeboten worden, wobei er auch sein einziges Oberligator für den FCV erzielte. Er profitierte dabei von der langwierigen Verletzung des bisherigen Mittelstürmers Jürgen Pfefferkorn. Auch 1973/74 war er von Anfang an wieder für das Sturmzentrum gesetzt und wirkte in den ersten neun Oberligaspielen mit. Im Oktober 1973 wurde er aus der Armee entlassen und spielte danach in der Rückrunde der Saison für den Oberligisten Chemie Leipzig. Auch dort wurde er im Angriff eingesetzt, bestritt zwölf Punktspiele, erzielte aber keine Tore.
Als Chemie Leipzig aus der Oberliga absteigen musste, kehrte Schröder zur BSG Stahl Riesa zurück, wo er weiter in der Oberliga spielen konnte. Er kam 1974/75 auf 21 Einsätze und nahm wieder seine Position als Mittelstürmer ein, kam aber immer noch nicht zum Torerfolg. Dieser stellte sich in der Spielzeit 1975/76 ein, als er in seinen 26 Spielen dreimal traf. Ein Tor erzielte Schröder 1976/77 bei ebenfalls 26 Oberligaeinsätzen, danach musste Stahl Riesa absteigen. Der Mannschaft gelang der sofortige Wiederaufstieg, an dem Schröder mit 21 von 26 Punktspielen und allen acht Aufstiegsspielen sowie mit insgesamt sieben Toren beteiligt war. In den folgenden zwei Oberligaspielzeiten blieb Schröder Stammspieler in der Riesaer Angriffsformation, kam auf 42 Punktspieleinsätze und traf dreimal. Nach der Saison 1979/80 beendete Wolfgang Schröder seine Laufbahn im Leistungsfußball. Innerhalb von 16 Jahren war er auf 189 Oberligaspiele (13 Tore), 147 DDR-Liga-Spiele (25 Tore) und acht Aufstiegsspiele (3 Tore) gekommen.